# Större lövsalsfågel
Större lövsalsfågel (Chlamydera nuchalis) är en fågel i familjen lövsalsfåglar inom ordningen tättingar.

## Utseende och läte
Större lövsalsfågel är en ljudlig och, som namnet avslöjar, en relativt stor lövsalsfågel. Fjäderdräkten är huvudsakligen gråbrun med vit fjällning på ryggen. På huvudet syns en lysande skär tofs som kan höjas och sänkas, dock ej på vissa honor som också är mindre i storleken än hanar.

## Utbredning och systematik
Större lövsalsfågel förekommer endast i norra Australien. Den delas in i två underarter med följande utbredning:
- Chlamydera nuchalis nuchalis – förekommer i norra Australien (Broome, Western Australia till nordvästra Queensland)
- Chlamydera nuchalis orientalis – förekommer i norra Queensland (Kap Yorkhalvön södra till Clark Range)

## Levnadssätt
Större lövsalsfågel hittas i torrt skogslandskap. Hanen bygger en mycket stor lövsal av kvistar och gräs som han sedan dekorerar med små föremål, ofta röda, gröna eller vita. 

## Status
Arten har ett stort utbredningsområde och beståndet anses stabilt. Internationella naturvårdsunionen IUCN listar den därför som livskraftig (LC).

## Bilder

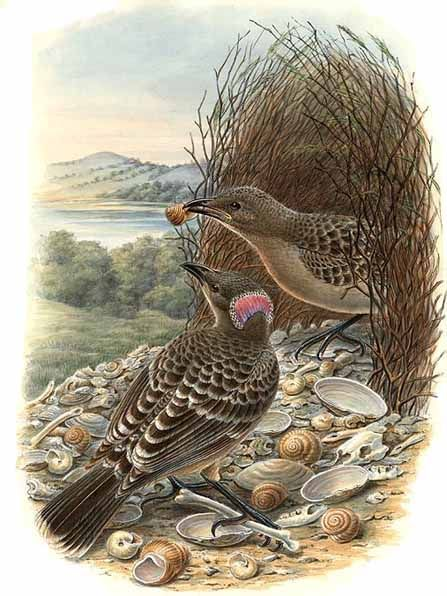
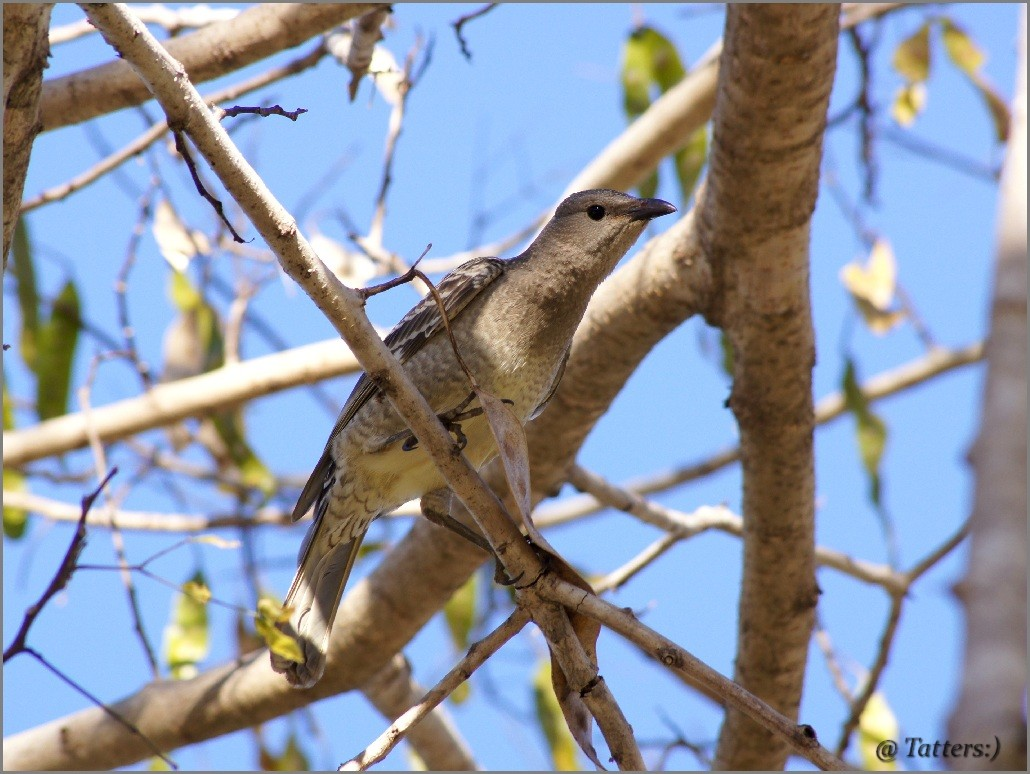
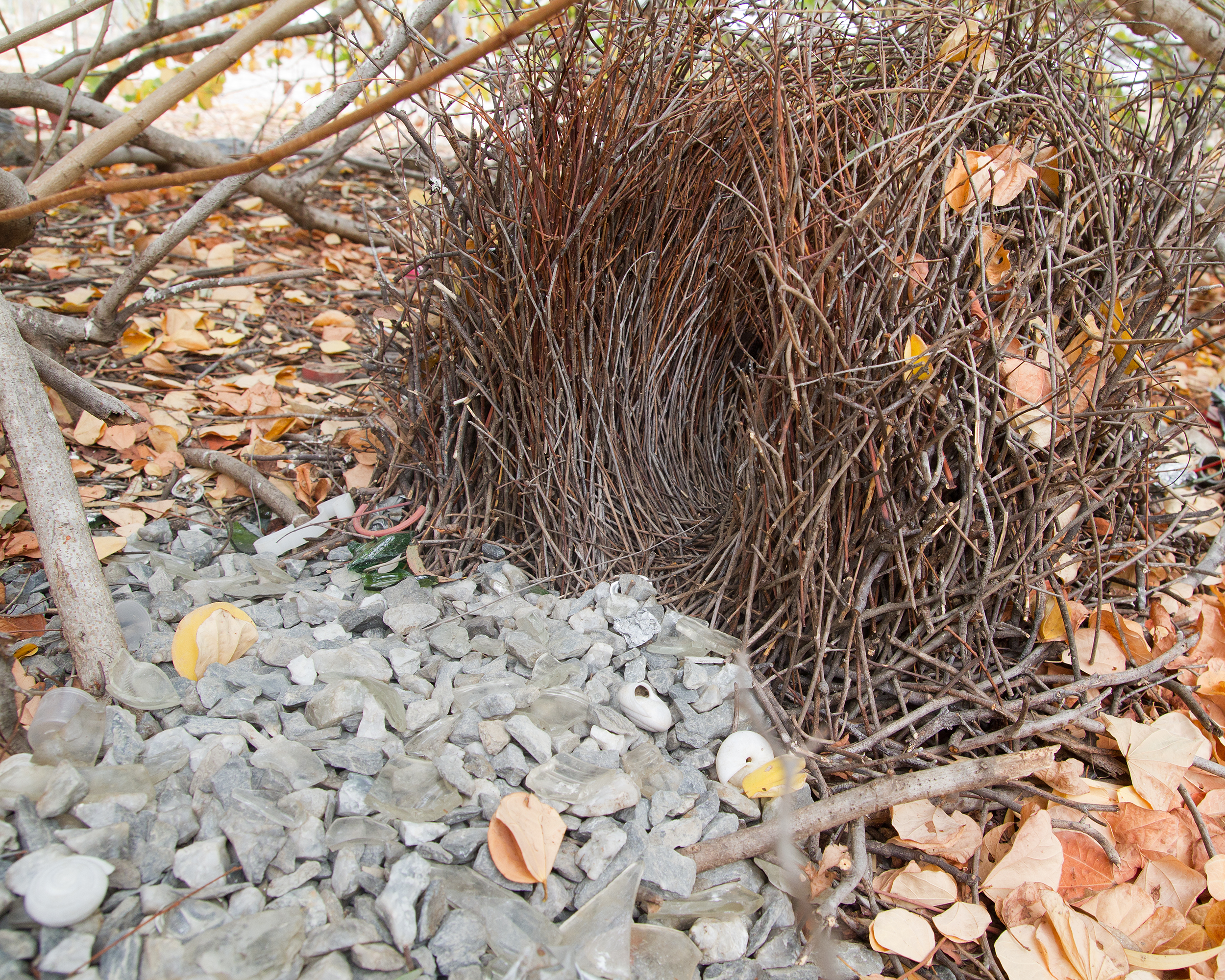